# Muttertag (Rugrats)
Muttertag (Originaltitel Mother’s Day, auch als Rugrats Mother’s Day Special und Rugrats Mother’s Day ausgestrahlt) ist die 67. Folge der US-amerikanischen Comedy-Zeichentrickserie Rugrats. Im Mittelpunkt steht der kleine Chuckie, der gerne eine Mutter hätte. Seine Freunde wollen deswegen am Muttertag eine für ihn finden. Das stellt sich als schwierig heraus, nicht zuletzt aufgrund ihres sehr jungen Alters. In Nebenhandlungen geht es um die Beziehungen anderer Figuren zu ihren Müttern.
Die Idee zur Episode entstand bereits einige Jahre vor deren Produktion. Die Drehbuchautoren wollten darin die Gründe für die Abwesenheit von Chuckies Mutter erläutern. Allerdings lehnte der ausstrahlende Sender Nickelodeon ab, da den Verantwortlichen der Vorschlag für eine Kindersendung unangebracht schien. Erst nach einem Personalwechsel im Vorstand wurde die Folge bewilligt.
Die Folge Muttertag feierte ihre Premiere am 6. Mai 1997. Sie stieß bei Kritikern auf eine positive Resonanz, die vor allem die kindgerechte und für die Serie ungewöhnlich emotionale Darstellung eines schwierigen Themas lobten.

## Handlung
Der einjährige Tommy sowie seine Nachbarn, die Zwillinge Phil und Lil, vergnügen sich bei ihm zuhause mit einer Schüssel Makkaroni. Sie werden von Tommys älterer Cousine Angelica unterbrochen, die sich die Nudeln nimmt und daraus eine Büste von sich selbst baut. Auf Tommys Frage, was sie damit tun will, antwortet sie, dass das Kunstwerk ihr Muttertagsgeschenk ist. Angelica erklärt den Jungen den Brauch, die daraufhin beschließen, auch ihren Müttern etwas zu schenken. Sie suchen deswegen im Wohnzimmer in den Sofaritzen nach etwas Passendem.
In der Zwischenzeit unterhält sich Tommys Mutter Didi mit ihrer Freundin Betty, der Mutter der Zwillinge. Betty erzählt, ihrem Ehemann Howard heute „freigegeben“ zu haben, da er ihr jeden Tag Frühstück macht. Didi will mit ihrer eigenen Mutter Minka in ihr Lieblingsspa gehen. Sie kann sich darauf aber nicht freuen, weil die beiden seit Jahrzehnten ständig Meinungsverschiedenheiten haben. Kurz darauf präsentiert Didis Gatte Stu ihr sein Muttertagspräsent. Es handelt sich um seine neueste Erfindung, einen Roboter, der Müttern im Haushalt sowie bei der Kinderbetreuung helfen soll. Bei der ersten Demonstration bringt er das Schlafzimmer in völlige Unordnung. Stu nimmt sich die Maschine und versucht, sie im Keller zu reparieren. Betty geht mit und sieht ein langes Papier, das aus einem Drucker kommt. Stu erklärt ihr, dass es sich dabei um die Programmdaten des Geräts handelt. Der Erfinder wird nicht lange danach von seiner Kreation gejagt, während Betty nach der Lektüre des Programms beschließt, es umzuschreiben, was den Roboter aber nicht wirklich verbessert.
Später bekommt Stu Besuch von seinem Freund Chas und dessen kleinem Sohn Chuckie. Tommy bietet Chuckie an, bei der Suche nach Muttertagsgeschenken mitzumachen. Er lehnt ab, da er aus ihm unbekannten Gründen keine Mutter hat. Kurz darauf erzählt Lil, wie sie und ihr Bruder, nachdem sie zum ersten Mal auf die „altmodische Art“ tranken, lachten und Betty damit sehr glücklich machten. Tommy erinnert sich an seine Zeit in einem „Aquarium“, in dem er verängstigt lag, bis Didi kam und seine Hand hielt. Chuckie berichtet von seinen Träumen über eine Mutter, mit der er in einem Garten steht, wo er sich trotz seiner in der Realität sehr ängstlichen Art nicht vor vorbeifliegenden Schmetterlingen fürchtet. Die Kinder wollen deswegen eine Mutter für ihren Freund finden. Er ist von ihren Vorschlägen (eine Schneiderpuppe und Tommys Hund Spike) nicht überzeugt, worauf Lil sich als Mutter anbietet. Ihre elterlichen Fähigkeiten sind begrenzt, was Angelica zufällig mitbekommt und Chuckie unter der Bedingung, ihr mit der Büste zu helfen, „adoptiert“.
Unterdessen bittet Chas Didi, eine Schachtel mit Sachen seiner Ehefrau, die Chuckie nicht finden soll, bei sich aufzubewahren. Obwohl Didi Bedenken hat, verstaut sie die Kiste in einem Abstellraum. Derweil arbeitet Chuckie, der von Angelica einen „schickeren“ Namen bekommen hat, alleine an ihrem künstlerischen Projekt weiter. Obwohl die Büste eigentlich fertig ist, trägt sie ihm auf, im Garten eine Pusteblume als Dekoration zu besorgen. Er soll die von seiner „Mutter“ erwünschten Pflanze trotz der Biene, die darauf sitzt, pflücken. Chuckie wird wenig später sowohl vom Insekt als auch vom Roboter verfolgt. Die Blume verliert dabei ihre Blüten, was Angelica verärgert. Nachdem Chuckie zudem versehentlich die Büste vom Tisch stößt, wird er von ihr „verstoßen“ und mit den anderen Jungen im Abstellraum eingesperrt, wo sie jahrelang bleiben sollen.
Die anderen trösten Chuckie mit den Worten, dass eine echte Mutter ihn immer lieben und unterstützen würde. Ihm fällt ein, mit Chas eine solche Person zu haben. Deswegen sucht er nach einem Geschenk für ihn. Die Kinder finden in der Schachtel einen Spachtel, ein Tagebuch mit eingepressten Blumen sowie ein Foto von der Frau aus Chuckies Träumen. Abends kommt Angelicas Mutter Charlotte vorbei, die von der ungewöhnlichen Form der Büste begeistert ist. Danach kehren Didi und Minka aus dem Spa zurück. Didi bricht in Tränen aus, weil sie mit ihrer Mutter, die sich die ganze Zeit nur beschwert hat, etwas tun wollte, was sie beide gerne machen. Als Minka erwidert, gerne Didis Mutter zu sein, versöhnen sie sich. Im Abstellraum raufen sich Phil und Lil um eine Saugglocke. Durch ihre Rangelei öffnet sich die Tür, worauf sie Betty das Gerät schenken. Schließlich zeigt Chuckie Chas das Foto. Sein Vater bringt es unter dem traurigen Blick seines Sohns weg. Didi folgt Chas, der das Bild wieder in die Kiste legt. Als sie ihm vorschlägt, seinem Sohn von der Frau zu erzählen, zögert Chas, da Chuckie sie vermissen würde. Didi entgegnet, dass sie das dann gemeinsam tun können.
Chas geht mit seinem Sohn nach Hause und erklärt ihm im Hinterhofgarten, dass es sich bei der Frau um Chuckies Mutter Melinda handelt, die früher oft dort mit ihm war. In einer Rückblende beruhigt sie ihren Sohn, als ein Schmetterling auf seinem Kopf landet. Wieder in der Gegenwart erwähnt Chas ein Gedicht, das Melinda im Krankenhaus für Chuckie schrieb. Die Verstorbene sagt es Off camera in einem Voiceover auf. Es handelt davon, dass sie in den Elementen der Natur immer bei ihrem Sohn sein wird. Am Ende der Folge rahmt Chas das Foto sowie das Gedicht ein und stellt beides auf seine Wohnzimmerkommode. Im Garten erklärt Chuckie Tommy und den Zwillingen, doch eine Mutter zu haben, die sich überall draußen befinde.

## Synchronisation
Die Synchronisation der Folge wurde bei der Studio Hamburg Synchron nach einem Dialogbuch und unter der Dialogregie von Michael Grimm erstellt.
| Rolle             | Originalsprecher    | Deutscher Sprecher  |
| ----------------- | ------------------- | ------------------- |
| Chuckie Finster   | Christine Cavanaugh | Eva Michaelis       |
| Chas Finster      | Michael Bell        | Oliver Reinhard     |
| Melinda Finster   | Kim Cattrall        |                     |
| Tommy Pickles     | Elizabeth Daily     | Angela Quast        |
| Phil DeVille      | Kath Soucie         | Reinhilt Schneider  |
| Lil DeVille       | Kath Soucie         | Micaëla Kreißler    |
| Betty DeVille     | Kath Soucie         | Angela Stresemann   |
| Angelica Pickles  | Cheryl Chase        | Monika Barth        |
| Didi Pickles      | Melanie Chartoff    | Katja Brügger       |
| Minka Kropotkin   | Melanie Chartoff    |                     |
| Stu Pickles       | Jack Riley          | Klaus-Peter Kaehler |
| Charlotte Pickles | Tress MacNeille     | Isabella Grothe     |
| Lou Pickles       | David Doyle         | Wolf Rahtjen        |
| Spike             | Frank Welker        | Frank Welker        |

## Produktion

### Entstehung
Bereits in der Entwicklungsphase der Nickelodeon-Serie Rugrats, in der es um den Alltag einer Gruppe sprechender Babys und Kleinkinder geht, hatte Chuckie als einzige Hauptfigur keine Mutter. Laut Paul Germain, dem Co-Erfinder und ersten Showrunner des Programms, gab es dafür keinen konkreten Grund. Ihm und den anderen Autoren sei eingefallen, dass Chuckie noch Eltern brauche. Allerdings war ihnen nicht danach, zwei neue Figuren zu kreieren, weswegen sie beschlossen, Chas als alleinerziehenden Vater darzustellen.
Der Autorenstab entschied nach der Produktion der zweiten oder dritten Staffel, die Abwesenheit von Chuckies Mutter in der Serie zu behandeln. Sie planten deswegen zunächst, einen Handlungsstrang über die Scheidung seiner Eltern zu verfassen. Die Drehbuchautoren wandten sich mit ihrer Idee an den Sendervorstand. Dieser lehnte ab, da Scheidung ein für Rugrats zu ernstes Thema sei. Auf den Vorschlag, stattdessen den Tod der Mutter aufzugreifen, reagierten die Verantwortlichen ebenso negativ. Sie behaupteten, dass sich die jungen Zuschauer eine derartige Folge aus Angst nicht ansehen würden. Aus diesem Grund wurde Chuckies Mutter in den ersten 65 Episoden der Serie zwar gelegentlich erwähnt, auf ihr Fehlen aber nicht eingegangen.
1994, ein Jahr nachdem Germain und die anderen Drehbuchautoren aufgrund künstlerischer Differenzen von den Produzenten entlassen wurden, verkaufte Nickelodeon die Ausstrahlungsrechte der Serie und setzte sie ab. Jedoch machte der Sender das bald rückgängig, da die Wiederholungen hohe Quoten erreichten. Im Dezember 1996 gab Nickelodeon offiziell bekannt, für die Serie zwei spezielle Feiertags-Episoden in Auftrag gegeben zu haben, eine davon anlässlich des Muttertags. In der Zeit zwischen Absetzung und Wiederaufnahme wechselte die Führungsspitze des Senders, die den neuen Autoren erlaubte, den Verbleib von Chuckies Mutter darzustellen. Allerdings kommen in der Folge die Wörter Tod beziehungsweise tot nicht vor, zudem wird als Todesursache lediglich eine nicht näher beschriebene Krankheit angedeutet.

### Dreharbeiten
Als Gastsprecherin für Melinda wurde die Schauspielerin Kim Cattrall verpflichtet. Wie der Synchronsprecher Michael Bell später berichtete, musste er die Szene, in der Chas seinem Sohn von dessen verstorbener Mutter erzählt, zweimal aufnehmen. Nachdem er sie eingesprochen hatte, weinten alle im Aufnahmestudio anwesenden Personen, einschließlich des Tonmeisters. Deswegen wurde ihm aufgetragen, den Text zu wiederholen und sich dabei „zu zügeln“. Obwohl Bell laut eigener Aussage von der Anweisung verwirrt war, befolgte er sie. Der zweite Take sei ebenfalls berührend, aber kein Vergleich zum ersten gewesen.

## Veröffentlichung
Die Episode Muttertag feierte ihre Premiere am 6. Mai 1997 auf Nickelodeon. Sie hatte überdurchschnittlich hohe Einschaltquoten und war zum Ausstrahlungszeitpunkt angeblich die meistgesehene Folge der Serie. In den Jahren darauf waren auf dem Sender gelegentlich Wiederholungen der Episode zu sehen, oft am oder um den Muttertag herum. Neben dem Titel Mother’s Day wurde sie gelegentlich unter den Alternativnamen Rugrats Mother’s Day Special und Rugrats Mother’s Day ausgestrahlt.
1998 wurde Muttertag auf einer US-amerikanischen Rugrats-Kassette mit dem Titel Mommy Mania veröffentlicht. Diese enthält mehreren Episoden, in denen die Eltern der Rugrats, insbesondere die Mütter, im Mittelpunkt stehen. Zudem befindet sich die Folge auf mehreren DVD-Sammlungen der Serie und ist bei einigen Streamingdiensten abrufbar.
In Deutschland wurde Muttertag erstmals am 19. September 1999 auf ProSieben ausgestrahlt und von 2000 bis 2002 auf dem Disney Channel wiederholt. Daneben kann sie bei mehreren Anbietern gestreamt werden.

## Rezeption

### Kritiker
Neal Sastry schrieb in Comic Book Resources, dass die Szenen mit Chuckies Mutter und seine Interpretation ihres Ablebens „äußerst aufrichtig“ seien. Zudem liefere die Folge ein „solides Fundament“ für die Familiendynamik der Finsters in späteren Episoden der Serie. Alessandro Reale derselben Publikation nahm Muttertag in eine Liste der überraschend tiefgründigen, emotionalen Folgen von „eigentlich albernen und humorvollen“ Zeichentrickserien auf. Ähnlich äußerte sich Pedro Fequiere von BuzzFeed, der die Episode in einer vergleichbaren Zusammenstellung führte, da Chas’ Schilderungen über seine verstorbene Frau sowie das Gedicht das Publikum „zu Freudentränen“ rührten. Caroline Bologna lobte in der Huffpost die „normalisierende“ Darstellung von Stillen. In Filmen sowie Fernsehserien reiche sie von „nachvollziehbar und lehrreich“ bis „problematisch und sexualisierend“. Muttertag sei eines der positiven Beispiele, auch in der Gegenwart erfreulich und für Kinder vollkommen angemessen.
Eric Schmuckler nannte die Folge in der The New York Times „heiter und albern, aber auch ergreifend“. Die Szenen, in denen die Kinder eine Mutter für Chuckie suchen, der später unter Angelicas „Tyrannei“ zu leiden hat, seien lustig. Im Gegenzug ende die Episode mit einer altersgerechten Erklärung über den Tod sowie einem wunderschönen Gedicht. Für Lynn Gibbs von Screen Rant seien das Porträt eines alleinerziehenden Vaters sowie die Gespräche über den Tod „wunderbar“, weswegen Muttertag eine der besten Rugrats-Episoden darstelle. Die jungen Zuschauer lernten so, dass sie nach dem Ableben eines geliebten Menschen nicht alleine trauern müssten. Nick Spake platzierte Muttertag aufgrund der „subtilen, ehrlichen Behandlung von Melindas Tod“ in zwei WatchMojo-Listicles der besten Kinderserien-Episoden mit einem ernsten Thema.

### Serienbeteiligte
Die Nickelodeon-Produzentin Mary Harrington bezeichnete Muttertag als „wunderschön“ und eine ihrer Lieblingsfolgen der Serie. Das Attribut wurde auch von den Sprecherinnen Nancy Cartwright und Cree Summer verwendet. Laut Cartwright besitze die Episode eine im Kinderfernsehen selten vorkommende Zärtlichkeit, da sie sich der sehr schweren Thematik „sauber und unverfälscht“ annehme. Summer behauptete, dass Muttertag sie „seelisch aufwühle“. Germain hingegen kritisierte die Folge in einem Interview mit Entertainment Weekly für ihre „Rührseligkeit“ und äußerte sein Bedauern, dass der Sender das Vorhaben seines Teams ablehnte, die anderen Autoren die Idee aber nur wenige Jahre danach umsetzen durften.

## Auszeichnung und Nominierungen
CableACE Award 1997
- Auszeichnung in der Kategorie Bestes Drehbuch einer Kinderserie oder eines Kinder-Fernsehfilms

Primetime-Emmy-Verleihung 1997
- Nominierung in der Kategorie Beste animierte Fernsehserie unter einer Stunde

Humanitas-Preis 1998
- Nominierung in der Kategorie Bestes animiertes Kinderprogramm

## Anspielungen in späteren Folgen
Zwei spätere Rugrats-Episoden sowie Rugrats in Paris – Der Film nehmen Bezug auf Muttertag. In Fürchterbare Veränderungen aus der sechsten Staffel besucht Chas mit Chuckie das Grab seiner verstorbenen Ehefrau und erzählt ihm, wie er und Melinda sich bei einer Tauschbörse kennenlernten. Daneben trauert Chuckie im Film wieder offen um Melinda, wünscht sich, eine Mutter zu haben, und kann nicht an einem Mutter-Kind-Tanz teilnehmen. Zudem stellt sich in der Folge Alles ist schrecklich anders der siebten Staffel heraus, dass sein Teddybär ein selbstgemachtes Geschenk von ihr war.